# لوییس ادوینکولا
لویز ادوینکولا (انگلیسی: Luis Advíncula؛ زادهٔ ۲ مارس ۱۹۹۰) بازیکن فوتبال اهل پرو است.
از باشگاه‌هایی که در آن بازی کرده‌است می‌توان به باشگاه فوتبال تاوریا سیمفروپول، باشگاه فوتبال هوفنهایم، باشگاه فوتبال ویتوریا ستوبال، باشگاه فوتبال بورسااسپور، باشگاه فوتبال نیولز اولد بویز و تیم ملی فوتبال پرو اشاره کرد.
وی همچنین در تیم‌های ملی فوتبال Peru U20 Peru ۱۵ نوامبر ۲۰۱۷ بازی کرده‌است.
وی در مسابقات کشوری و بین‌المللی در مجموع برندهٔ ۲ مدال برنز شده‌است.